# Edvin Wide
Emil Edvin Wide (Kimito, 22 febbraio 1896 – Stoccolma, 19 giugno 1996) è stato un mezzofondista svedese, detentore del record mondiale dei 3000 metri piani dal 7 giugno 1925 al 24 maggio 1926.

## Biografia
Nato in Finlandia, partecipò ai Giochi olimpici di Anversa del 1920 vestendo la maglia della Svezia, andando a vincere la medaglia di bronzo nei 3000 metri a squadre insieme a Eric Backman e Sven Lundgren.
Quattro anni dopo prese parte ai Giochi olimpici di Parigi, dove conquistò la medaglia d'argento nei 10 000 metri alle spalle del finlandese Ville Ritola. Vinse anche la medaglia di bronzo nei 5000 metri, sempre dietro a Ritola, a sua volta preceduto da Paavo Nurmi. Non gli andò altrettanto bene nella corsa campestre, in quanto si ritirò prima di finire la gara.
Nel 1928 partecipò alle Olimpiadi di Amsterdam, conquistando due medaglie di bronzo nei 5000 e 10 000 metri; prese parte anche alla gara dei 1500 metri, ma fu eliminato durante le qualificazioni.

## Record mondiali
- 3000 metri piani: 8'27"6  ( Halmstad, 7 giugno 1925)

## Palmarès
| Anno | Manifestazione  | Sede      | Evento                    | Risultato     | Prestazione | Note                          |
| ---- | --------------- | --------- | ------------------------- | ------------- | ----------- | ----------------------------- |
| 1920 | Giochi olimpici | Anversa   | 1500 metri                | elim. qualif. | 4'03"8      |                               |
| 1920 | Giochi olimpici | Anversa   | 3000 metri a squadre      | Bronzo        | 24 p.       |                               |
| 1924 | Giochi olimpici | Parigi    | 5000 metri                | Bronzo        | 15'01"8     |                               |
| 1924 | Giochi olimpici | Parigi    | 10 000 metri              | Argento       | 30'55"2     | Miglior prestazione personale |
| 1924 | Giochi olimpici | Parigi    | 3000 metri a squadre      | elim. qualif. | -           |                               |
| 1924 | Giochi olimpici | Parigi    | Cross                     | dnf           | dnf         |                               |
| 1924 | Giochi olimpici | Parigi    | Corsa campestre a squadre | dnf           | dnf         |                               |
| 1928 | Giochi olimpici | Amsterdam | 1500 metri                | elim. qualif. | n/d         |                               |
| 1928 | Giochi olimpici | Amsterdam | 5000 metri                | Bronzo        | 14'41"2     |                               |
| 1928 | Giochi olimpici | Amsterdam | 10 000 metri              | Bronzo        | 31'00"8     |                               |